# 卢之炎
卢之炎，清朝人，是一名清朝政治人物。
卢之炎曾于1754年接替乔守仁任青浦县知县一职，1754年由魏永安接任。